# Граф де Рикла
Граф де Рикла — испанский дворянский титул. Он был создан 2 января 1589 года королем Испании Филиппом II для Франсиско Мануэля де лос Кобоса и Луны, 2-го маркиза де Камараса, сеньора де Рикла, вице-короля Арагона и кавалера Ордена Сантьяго.

## Графы де Рикла
|                                             | Титул | Период                                      |
| Креация создана королем Испании Филиппом II | Креация создана королем Испании Филиппом II | Креация создана королем Испании Филиппом II |
| ------------------------------------------- | --- | ------------------------------------------- |
| 1-й                                         | Франсиско Мануэль де лос Кобос и Луна (1546—1616), 1-й маркиз де Камараса, старший сын Диего де лос Кобоса и Мендосы (1524—1575), 1-го маркиза де Камараса, и Франсиски Луизы де Луны, 6-й сеньоры де Рикла                                                                           | 1589 — 1612                                 |
| 2-й                                         | Диего де лос Кобос Гусман и Луна (? — 1645), 3-й маркиз де Камараса, старший сын предыдущего и Анны Феликс де Гусман (ок. 1560—1612) | ? — 1637                                    |
| 3-й                                         | Франсиско де лос Кобос и Сентурион (? — 1637), сын предыдущего и Анны Сентурион и Кордовы | ? — 1637                                    |
| 4-й                                         | Мануэль де лос Кобос и Луна, 4-й маркиз де Камараса (? — 1668), сын Диего Сармьенто де Мендосы, 9-го графа де Рибадавия (? — 1614), и Исабель де Мендосы Манрике, 7-й графини де Кастрохерис (? — 1640)                                                                               | 1646 — 1668                                 |
| 5-й                                         | Бальтасар Гомес де лос Кобос и Луна (? — 1715), 5-й маркиз де Камараса, старший сын предыдущего и Исабель Портокарреро и Луны (ок. 1627—1694) | 1668 — 1715                                 |
| 6-й                                         | Мигель Бальтасар Сармьенто де лос Кобос (1698—1733), 6-й маркиз де Камараса, сын предыдущего и Исабель де Веласко | 1715 — 1733                                 |
| 7-я                                         | Мария Микаэла Гомес де лос Кобос (1701—1762), 7-я маркиза де Камараса, единственная дочь предыдущего и Хулианы Паулины де Палафокс и Сентурион | 1733 — 1761                                 |
| 8-й                                         | Амбросио Фунес де Вильяльпандо и Абарка де Болеа (1719—1780), сын Хосе Педро де алькантара и Фунес де Вильяльпандо, 5-го графа да Атарес (1684—1728), и Марии Франсиски Абарка де Болеа (1697—1705), супруг Марии Микаэлы Гомес де лос Кобос                                          | 1748 — 1780                                 |
| 9-я                                         | Бальтасара де лос Кобос и Луна (? — 1791), 10-я маркиза де Камараса, младшая дочь Бальтасара Гомеса де лос Кобоса и Луны, 5-го графа де Рикла, и Исабель де Веласко | 1780 — 1791                                 |
| 10-й                                        | Доминго Гайосо де лос Кобос (1735—1803), 11-й маркиз де Камараса, сын Фернандо Гайосо Ариаса Осореса, 7-го графа де Амаранте (?-1751), и Марии Хосефы де лос Кобос Боланьо де Рибаденейра, 3-й маркизы де Пуэбла-де-Пагра (1696—1767)                                                 | 1791 — 1803                                 |
| 11-й                                        | Хоакин Мария Гайосо де лос Кобос и Бермудес де Кастро (1778—1849), 12-й маркиз де Камараса, старший сын предыдущего и Анны Гертрудис Бермудес де Кастро и Табоада (1742—1799) | 1803 — 1849                                 |
| 12-й                                        | Франсиско де Борха Гайосо Тельес-Хирон де лос Кобос Луна и Мендоса (1805—1860), 13-й маркиз де Камараса, старший сын предыдущего и Хосефы Мануэлы Тельес-Хирон и Альфонсо Пиментель, маркизы де Маргуини (1783—1817)                                                                  | 1849 — 1860                                 |
| 13-й                                        | Хакобо Гайосо де лос Кобос и Тельес-Хирон (1816—1871), 14-й маркиз де Камараса, младший брат предыдущего | 1860 — 1871                                 |
| 14-я                                        | Франсиска де Борха Гайосо де лос Кобос и Севилья (1854—1926), 15-я маркиза де Камараса, старшая дочь предыдущего и Анны Марии де Севилья и Вильянуэва (? — 1861) | 1871 — 1926                                 |
| 15-я                                        | Кристина Фернандес де Энестроса и Гайосо де лос Кобос (1890 — ?), третья дочь предыдущей и Игнасио Фернандеса де Энестроса и Ортис де Мионьо, 8-го графа де Мориана-дель-Рио (1851—1934)                                                                                              | 1926 — ?                                    |
| 16-й                                        | Игнасио Фернандес де Энестроса и Гайосо де лос Кобос (1880—1948), 16-й маркиз де Камараса, старший брат предыдущей | 1926 — 1948                                 |
| 17-я                                        | Виктория Евгения Фернандес де Кордова и Фернандес де Энестроса (1917—2013), 18-я герцогиня де Мединасели, старшая дочь Луиса Хесуса Фернандеса де Кордовы и Салаберта (1880—1956), 17-го герцога де Мединасели, и Анны Марии Фернандес де Энестроса и Гайосо де лос Кобос (1879—1938) | 1991-2003                                   |
| 18-й                                        | Игнасио Медина и Фернандес де Кордова (род. 1947), 20-й герцог де Сегорбе, младший сын предыдущей и Рафаэля де Медины и Вильялонги (1905—1992) | 2003 — 2006                                 |
| 19-я                                        | Анна Луна де Медина Орлеан Браганса (род. 1988), вторая дочь предыдущего и Марии де Глории Орлеан-Браганса (род. 1946) | 2006 — настоящее время.                     |